# Nymphargus rosada
Nymphargus rosada es una especie  de anfibio anuro de la familia Centrolenidae.
Es endémica de la vertiente este de la Cordillera Central (Colombia), en altitudes entre 1000 y 2000 m. 
Se encuentra en peligro por fragmentación y pérdida de su hábitat.